# Водяная розетка
Водяная розетка (водорозетка, гидророзетка, гидрант)  — сантехническое устройство, представляющее собой окончание трубы с резьбой. Устройство имеет «лапки» для закрепления на стене и используется для подключения бытовой сантехники (смесители, стиральные и посудомоечные машины) при помощи гибких шлангов. Часто на конце водорозетки устанавливают вентиль, чтобы можно было отсоединить технику без общего отключения воды.

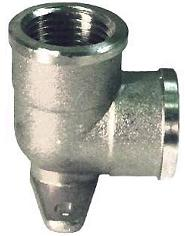
Водорозетка